# Eurhamphaea schweiggeri
Eurhamphaea schweiggeri is een soort in de taxonomische indeling van de ribkwallen (Ctenophora). 
De kwal behoort tot het geslacht Eurhamphaea en behoort tot de familie Eurhamphaeidae. De wetenschappelijke naam van de soort werd voor het eerst geldig gepubliceerd in 1829 door Eschscholtz.